# الصقور السعودية
الصقور السعودية أو السرب الثامن والثمانون؛ هو فريق طيران استعراضي تابع للقوات الجوية الملكية السعودية، مكون من 7 طائرات بي أي إي هوك. يقدم الفريق عروض جوية في احتفلات رسمية ومهرجانات سياحية في السعودية وخارجها للتعريف بكفاءة وجاهزية القوات السعودية.

## النشأة والتأسيس
أسس الفريق في 12 يونيو 1997، وقدم أولى مشاركته فوق سماء عاصمة المملكة العربية السعودية الرياض في 25 يونيو 1999 بمناسبة مرور 100 عام على تأسيس المملكة. أطلق على الفريق الاسم “الصقور السعودية” في 6 أغسطس 1998 من قبل الأمير سلطان بن عبد العزيز آل سعود. بدأ أول مشاراكاته بخمسة طيارين وخمس طائرات لمدة سنة، ثم ارتفع العدد إلى 7 طائرات. أنتقل الفريق في 16 فبراير 2000 وبعد سنتان من إنشائه من قاعدة الملك عبد العزيز الجوية بالظهران إلى قاعدة الملك فيصل الجوية بتبوك. في 16 فبراير 2000 شارك الفريق خارج المملكة لأول مرة بالمشاركة في احتفالات يوم قوة الدفاع لمملكة البحرين.

## المشاركات
شاركت الصقور السعودية في العديد من المناسبات والمسابقات سواء في الاحتفالات الرسمية أو المهرجانات السياحية داخل السعودية وخارجها، وسجل الفريق أول مشاراكاته الدولية في 16 فبراير 2000 بمملكة البحرين الشقيقة خلال الاحتفال بيوم قوة الدفاع لمملكة البحرين، ثم شارك عالميا من خلال بطولة العالم للاستعراضات الجوية في مدينة العين وحصل على المركز الأول والميدالية الذهبية لعامين متتاليين 2004م و2005م، إضافة إلى المشاركات الأوروبية في كلاَ من المملكة المتحدة وبلجيكا والنمسا واليونان و إيطاليا واليونان وباكستان، الكويت، تونس 

## طائرات الفريق
هي طائرة (الهوك) المقاتلة بريطانية الصنع، وتستخدم لتدريب الطيارين المقاتلين وهي من أنسب الطائرات في العالم للقيام بهذه المهمة نظراً لحجمها المناسب وخفة ورشاقة حركتها، وقد تم  تعديلها داخليا وخارجيا لتناسب مهمة العروض الجوية، ويشترط لقيادتها أن يكون الطيار مقاتل عمل في الخطوط الأمامية للقوات الجوية ولديه أكثر من 800 ساعة طيران، يحمل رتبة نقيب فأعلى، ومؤهل لأن يكون مدرس طيار. تم طلائها بألوان علم المملكة الأخضر والأبيض، وتحمل حاويات الدخان الثلاثية لاستخدامها في العروض الجوية المكونة من ألوان الأبيض والأخضر والأحمر.

## أعضاء الفريق
يتكون الفريق من 50 شخصا موزعين على ثلاثة أطقم وهي:
- الطاقم الجوي المكون من الطيارين الذين يقومون بأداء العروض الجوية وعددهم سبعة.
- الطاقم الفني وهو المسؤول عن الشؤون الإمدادية ومهمة صيانة وتجهيز الطائرات للطيارين والتأكد من السلامة الأرضية.
- الطاقم الإداري وهو المسؤول عن الأمور الإدارية.

## معرض الصور

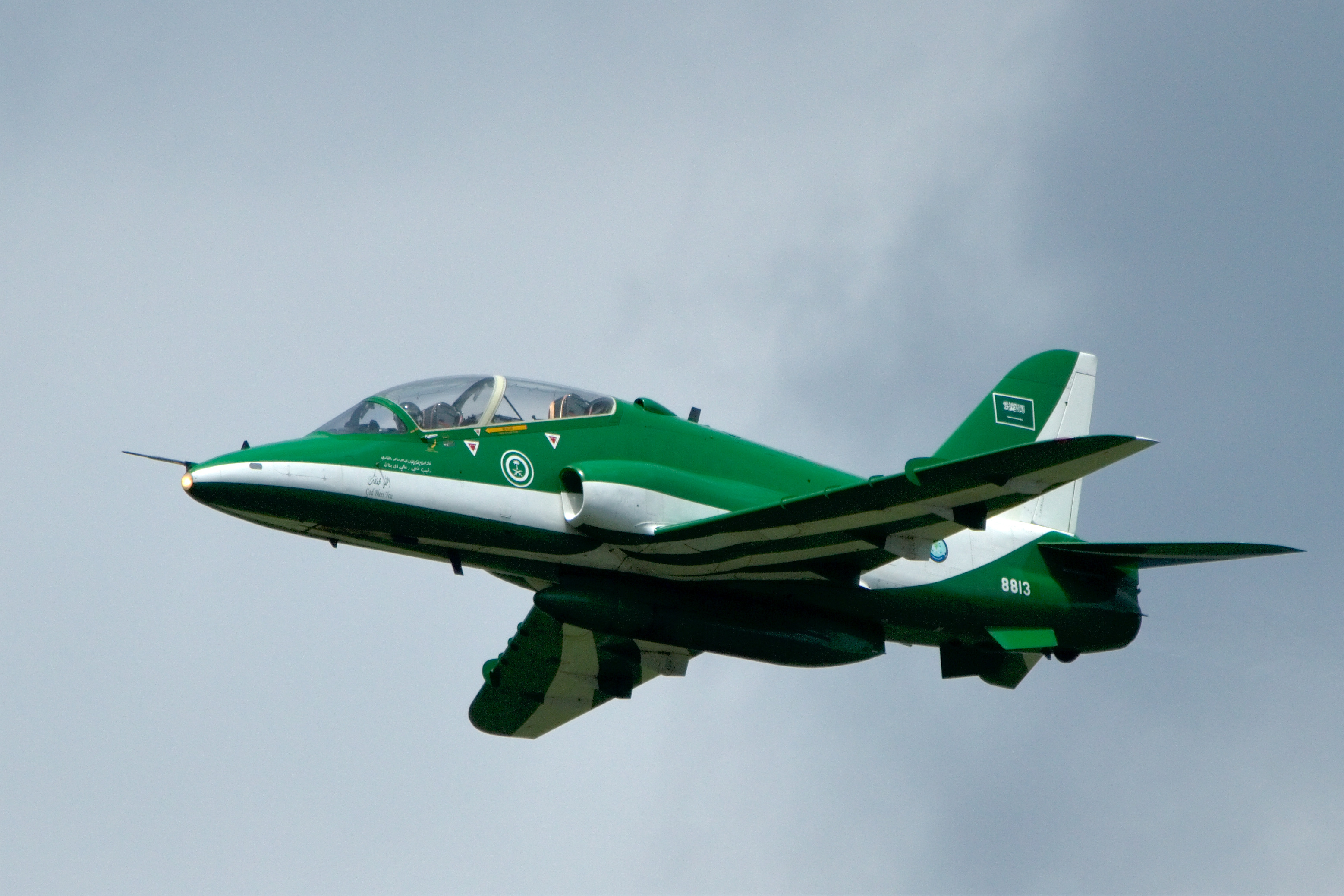
صورة لطائرة تابعة لصقور السعودية في معرض airpower 2011
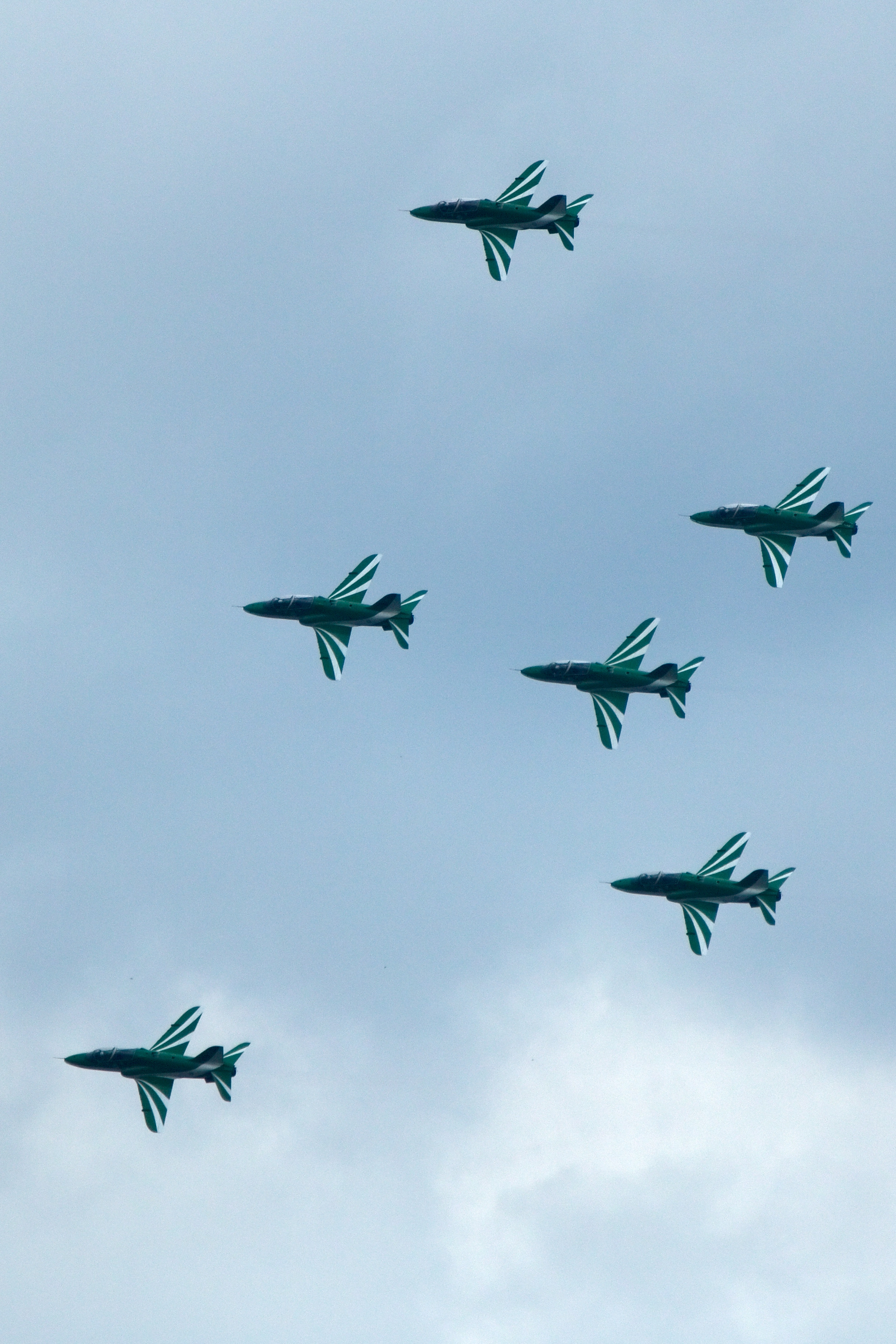
صورة أخرى لمجموعة طائرات تابعة لصقور السعودية في معرض airpower 2011
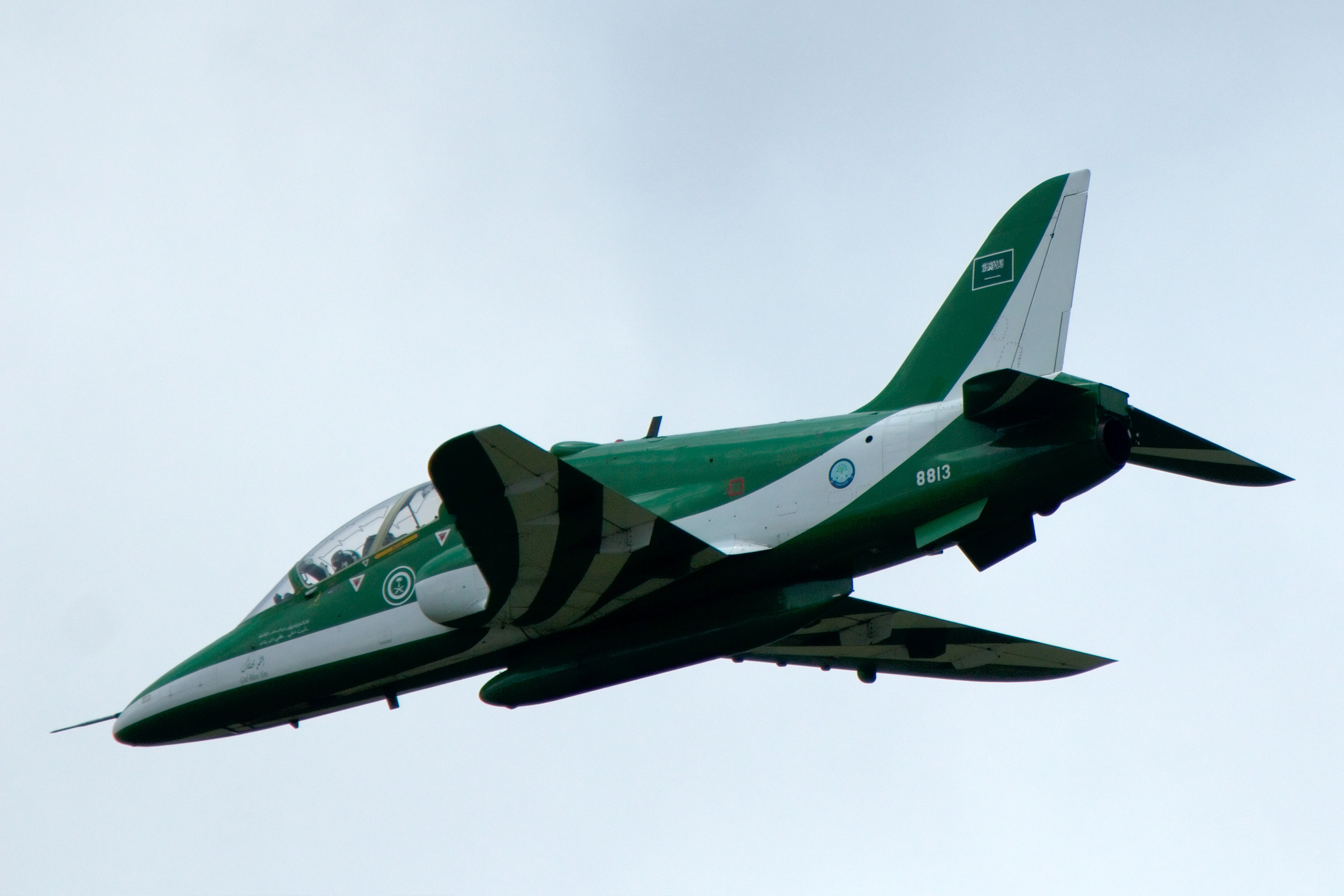
طائرة تابعة لصقور السعودية في معرض airpower 2011
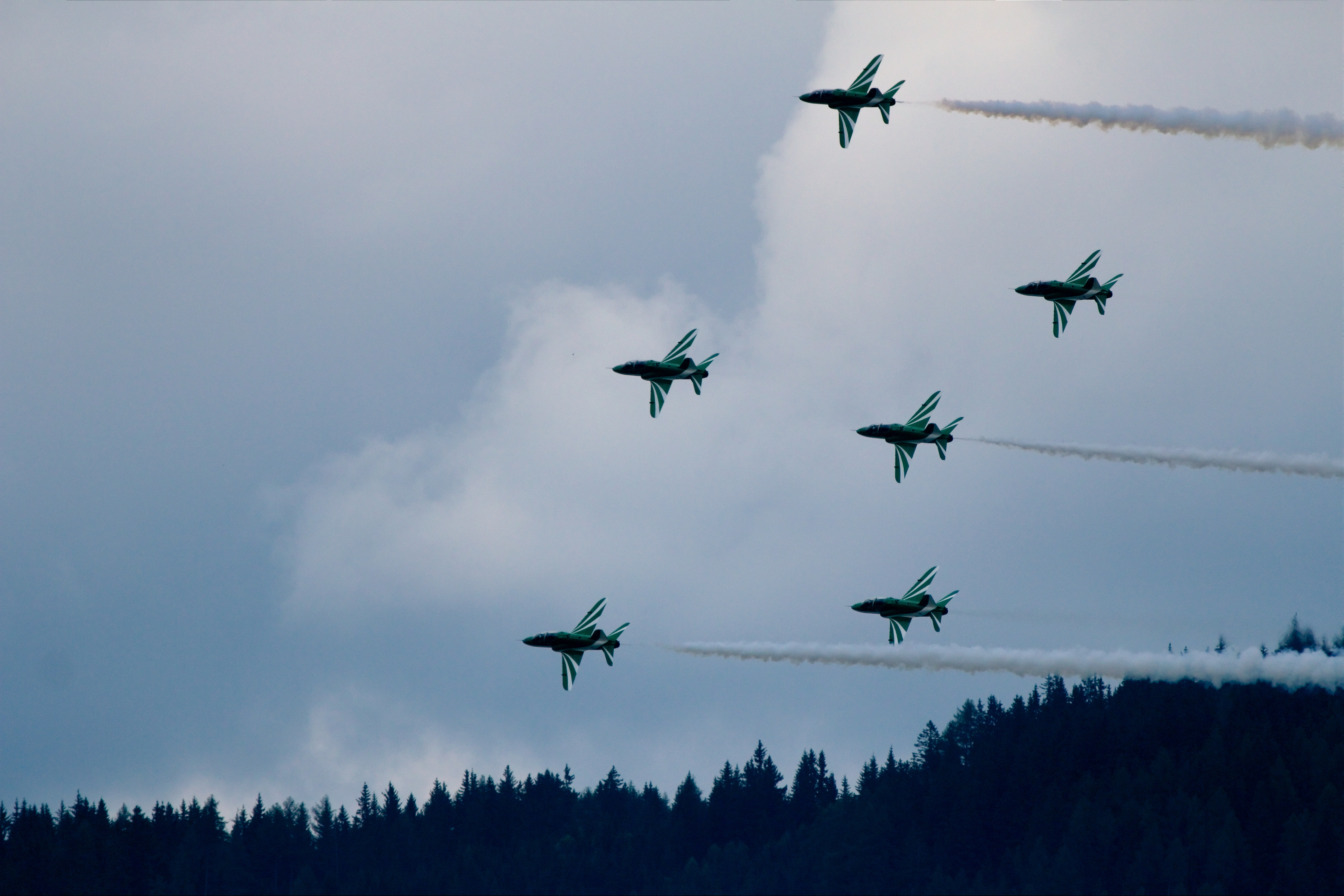
صورة أخرى لمجموعة طائرات تابعة لصقور السعودية في معرض airpower 2011
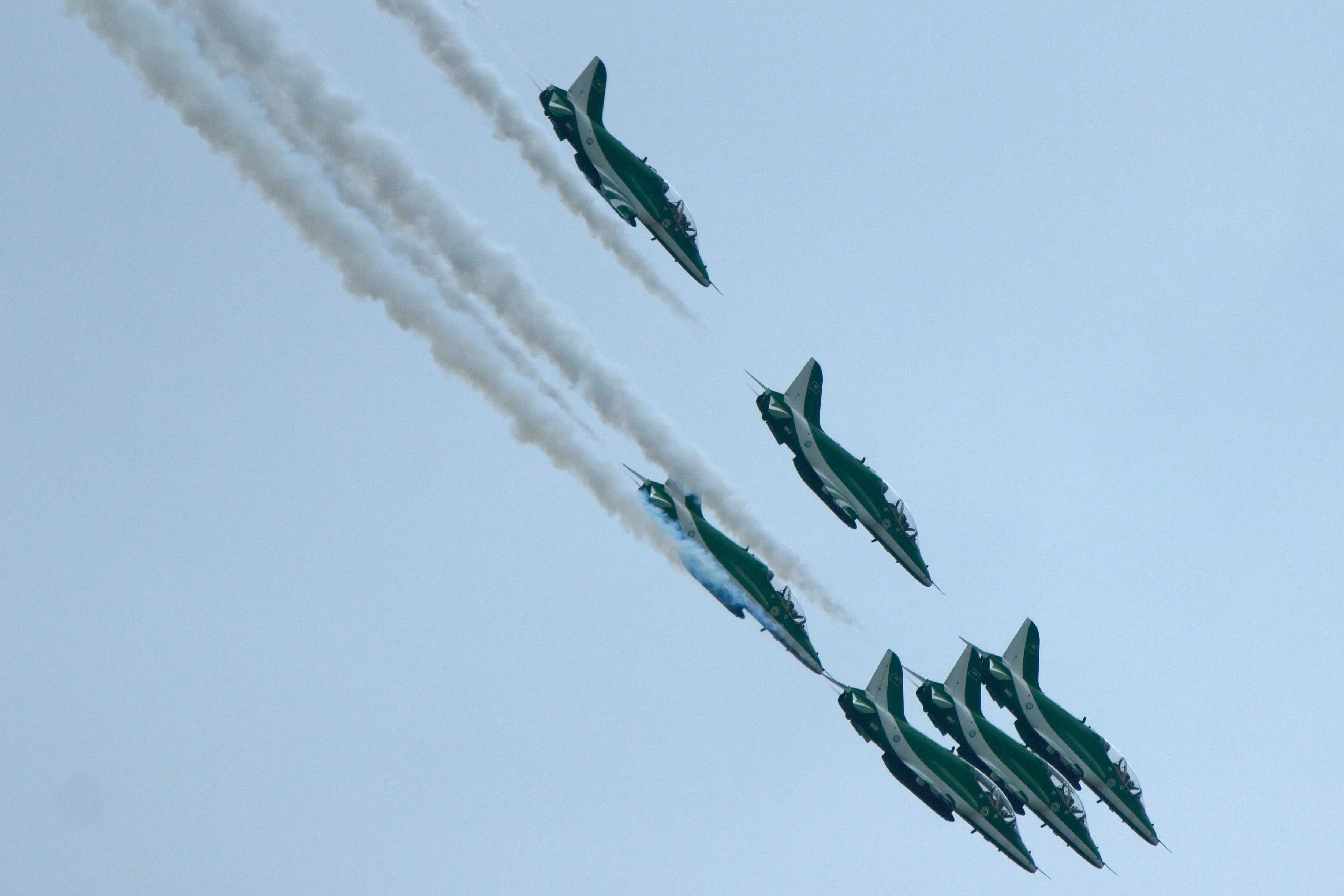
صورة لإستعراض طائرات تابعة لصقور السعودية في معرض airpower 2011
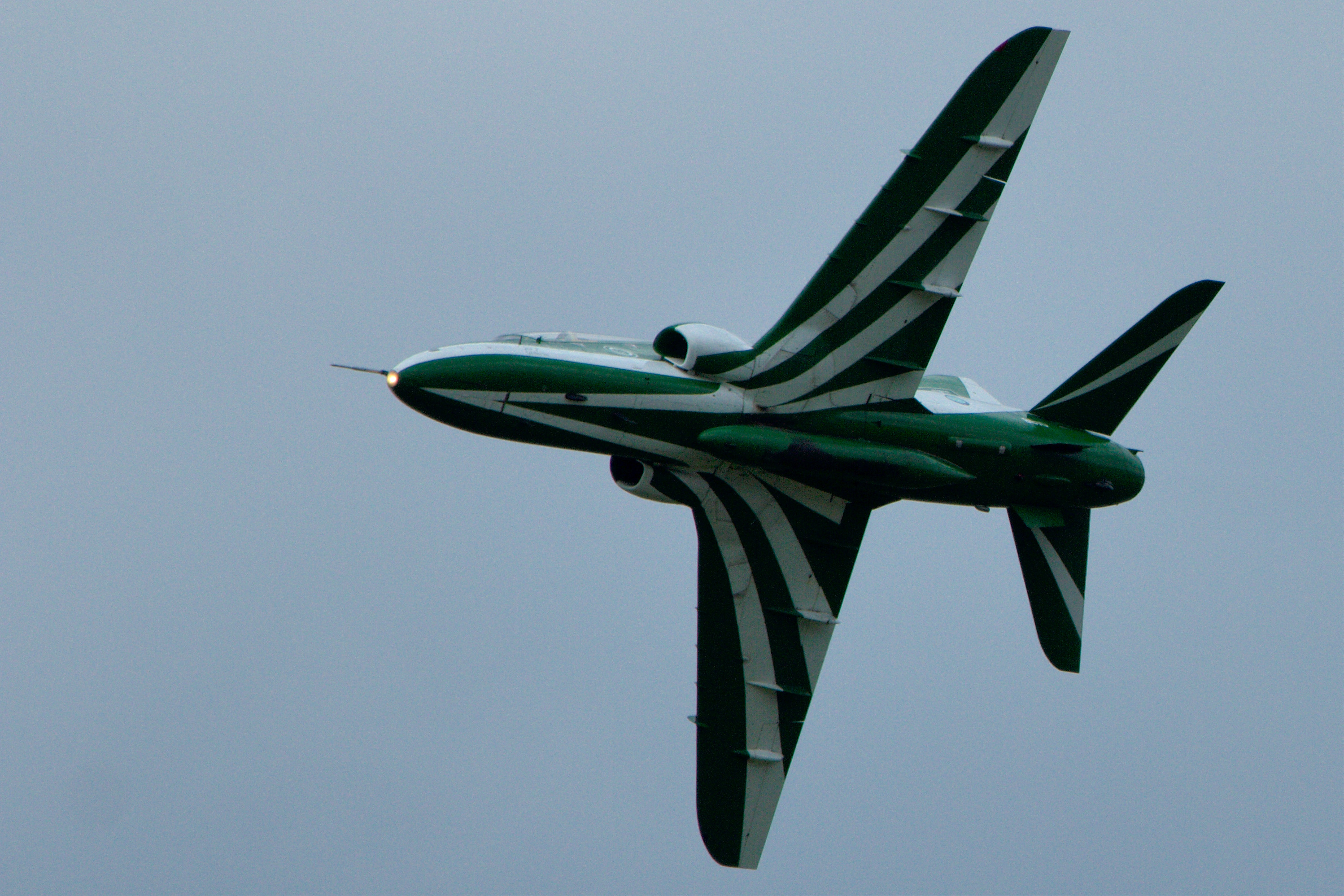
صورة لطائرة تابعة لصقور السعودية في معرض airpower 2011
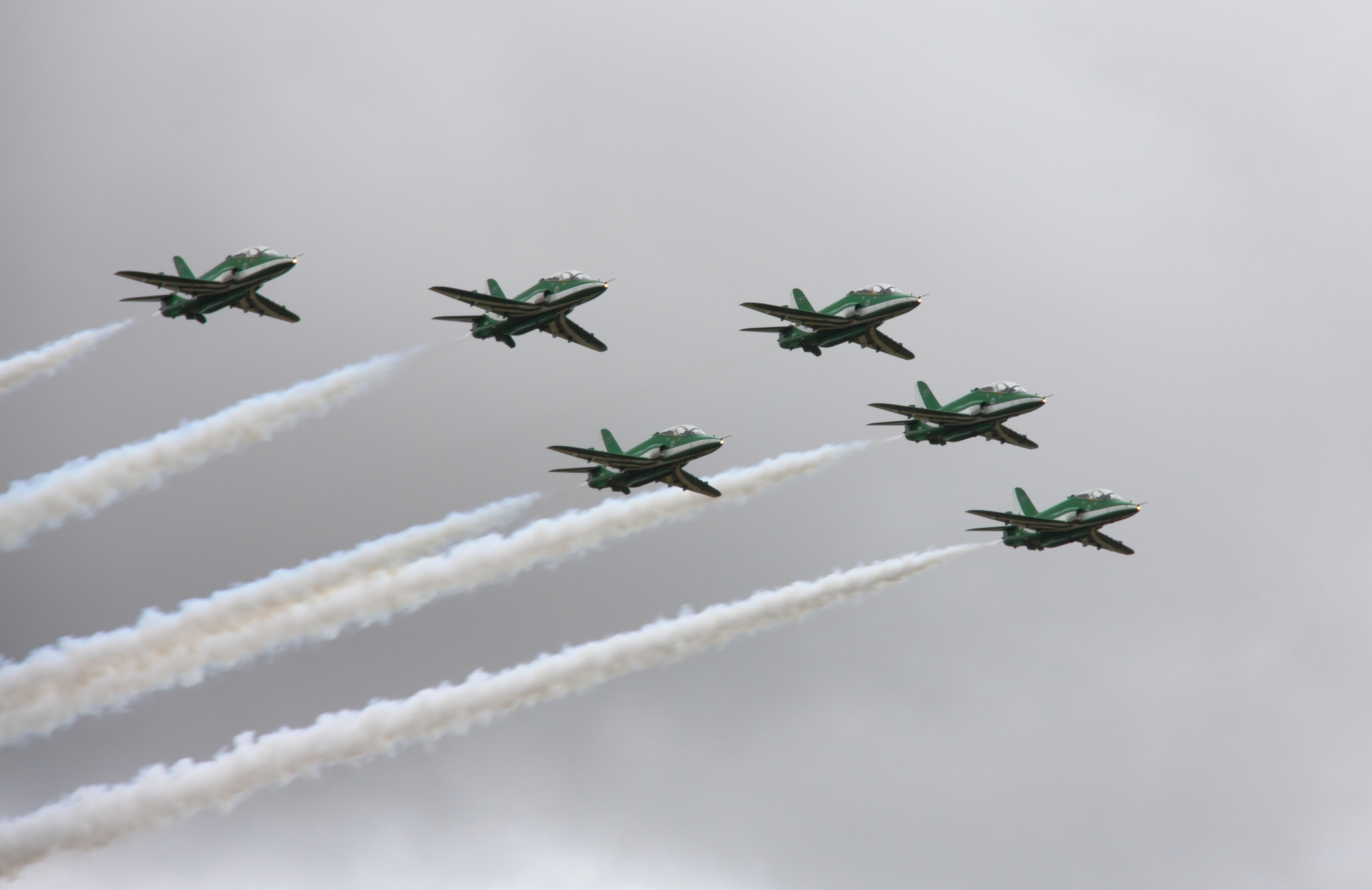
صورة استعراضية أخرى للصقور
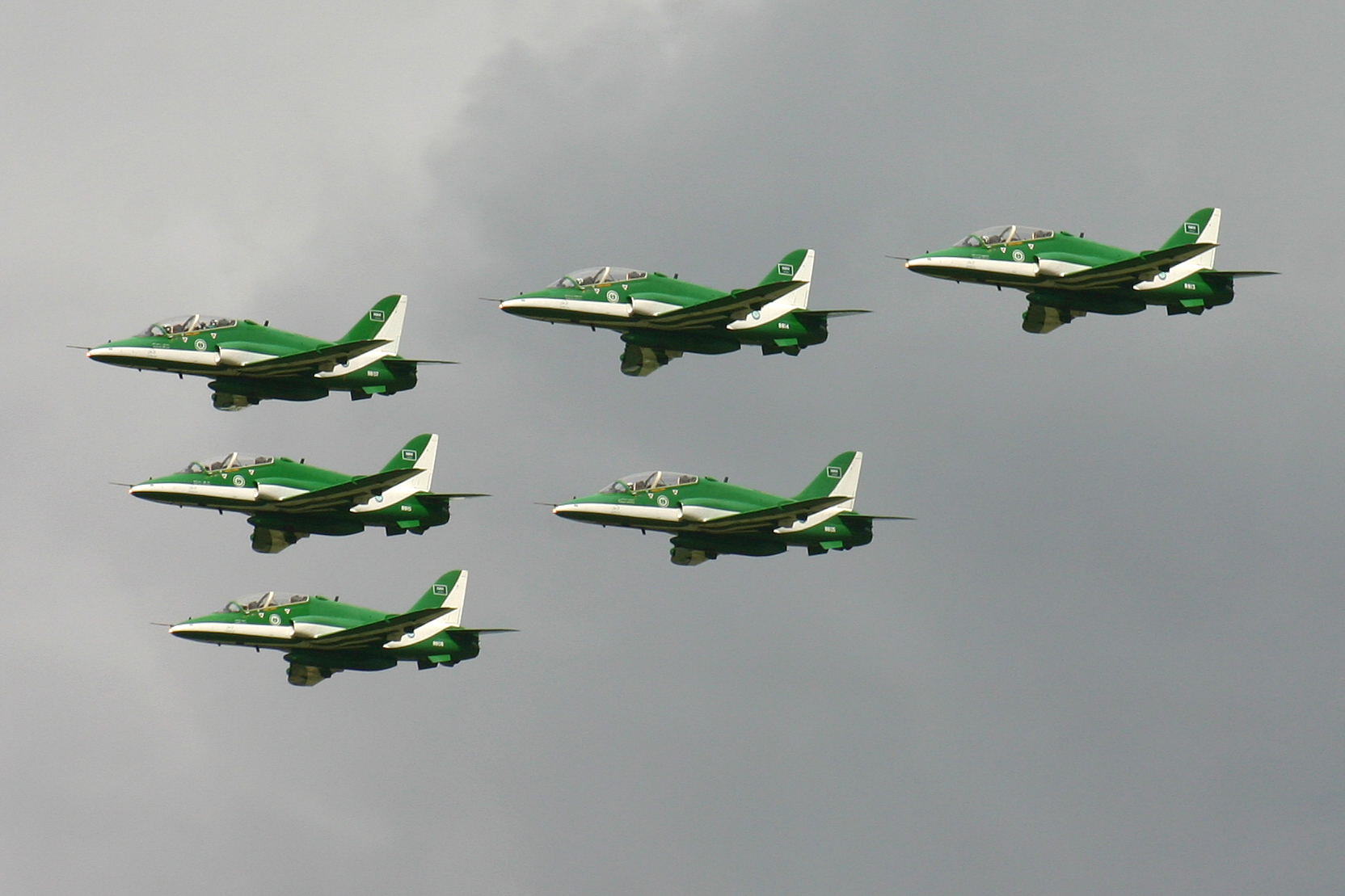
صورة نقية للصقور الخضر
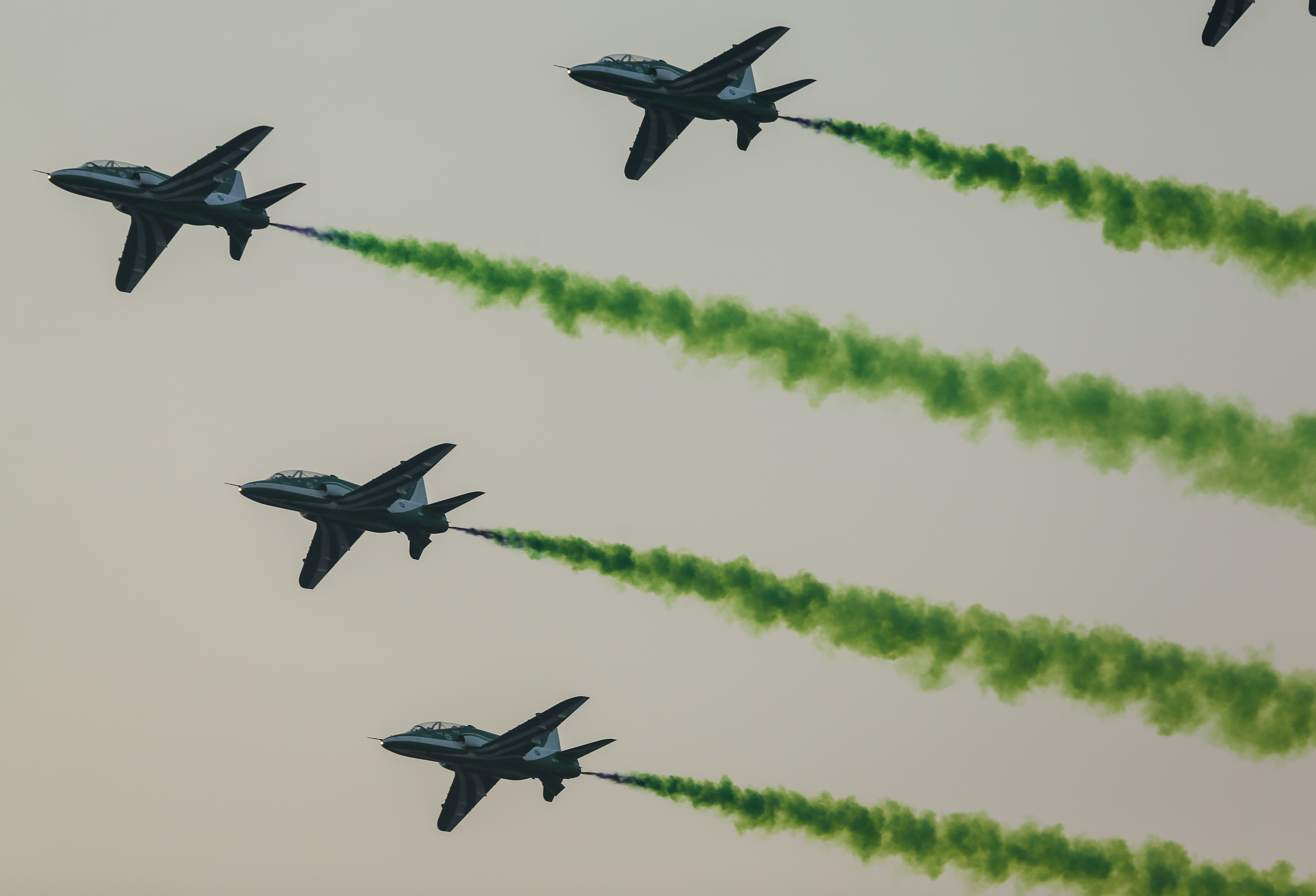
صورة لاستعراض الصقور السعودية باليوم الوطني السعودي الثامن والثمانون
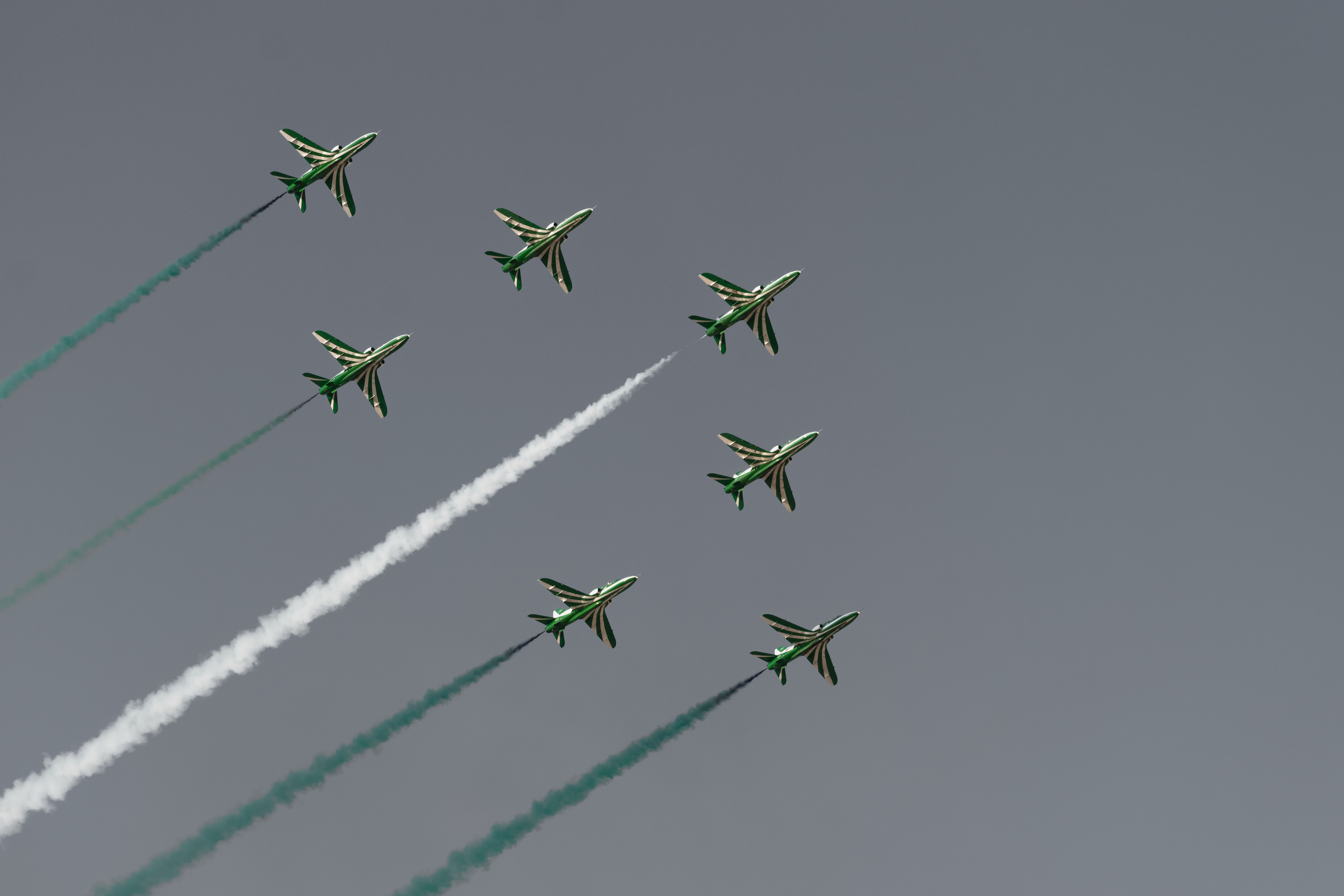
العرض الجوي الخاص بالصقور السعودية خلال إحتفالات اليوم الوطني السعودي التسعون
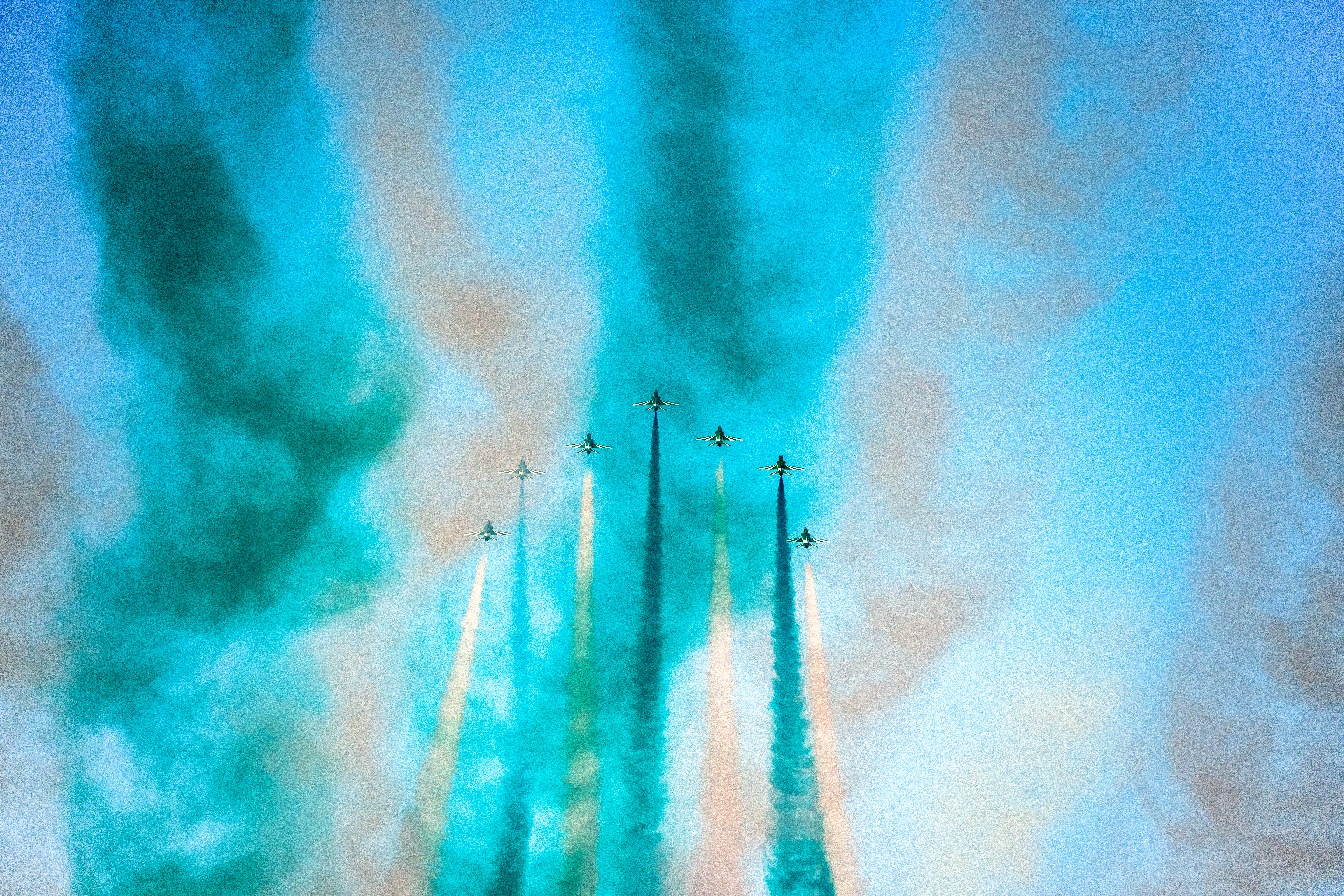
العرض الجوي الخاص بالصقور السعودية خلال إحتفالات اليوم الوطني السعودي الواحد والتسعون
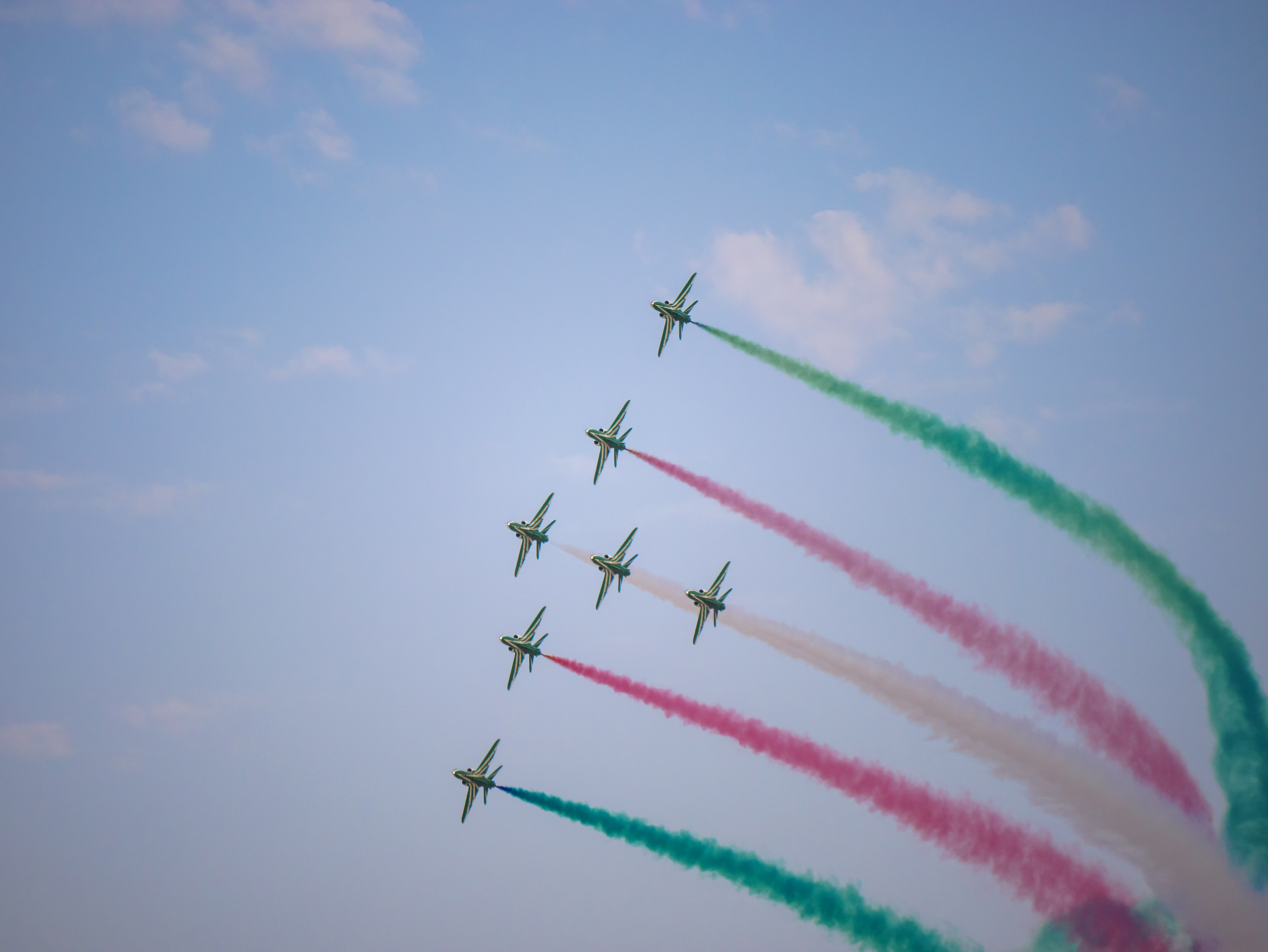
العرض الجوي الخاص بالصقور السعودية خلال إحتفالات اليوم الوطني السعودي الثاني والتسعون